# Maciej Krzętowski
Maciej Krzętowski (ur. 28 kwietnia 1975 w Nysie) – polski piłkarz występujący na pozycji obrońcy. 
W swojej karierze sportowej Krzętowski reprezentował barwy takich klubów, jak Stal Nysa, Odra Opole i Górnik Zabrze. Będąc graczem Lukullusa Świtu NDM, Krzętowski został w 2003 roku ukarany dwuletnią dyskwalifikacją za udział w aferze barażowej, po czym zakończył karierę.